# Кастель-ди-Тора
Кастель-ди-Тора (итал. Castel di Tora) — коммуна в Италии, располагается в регионе Лацио, в провинции Риети.
Население составляет 296 человек (2008 г.), плотность населения составляет 19 чел./км². Занимает площадь 16 км². Почтовый индекс — 2020. Телефонный код — 0765.
Покровительницей коммуны почитается святая Анатолия, празднование 10 июля.

## Демография
Динамика населения:

## Администрация коммуны
- Официальный сайт: http://www.comune.castelditora.ri.it/